# Dawid Samuilowitsch Beika
Dawid Samuilowitsch Beika lett. Dāvids Beika (* 30. August 1885 Gemeinde Zaļenieki, Gouvernement Kurland; † 6. April 1946) war ein lettischer Kommunist und Komintern-Funktionär.
Beika wurde 1903 Mitglied der Bolschewiki. In Dobele arbeitete er als Lehrer und beteiligte sich an der Revolution 1905. Danach versteckte er sich als Waldbruder und emigrierte 1907 in die Vereinigten Staaten von Amerika. Nach der Oktoberrevolution übernahm er hohe Parteiämter in der Lettischen KP. 1919 wurde er unter anderem Wirtschaftsminister (Kommissar) der lettischen-SSR und begab sich nach deren Vertreibung vom Staatsgebiet nach Russland. Beim zweiten und dritten Kongress der Komintern war er Delegierter. Nach seiner Rückkehr aus dem Spanischen Bürgerkrieg wurde Beika Opfer der Stalinschen Säuberungen. Am 20. April 1938 vom NKWD verhaftet, starb er 1946 im Gulag.